# Elâzığ

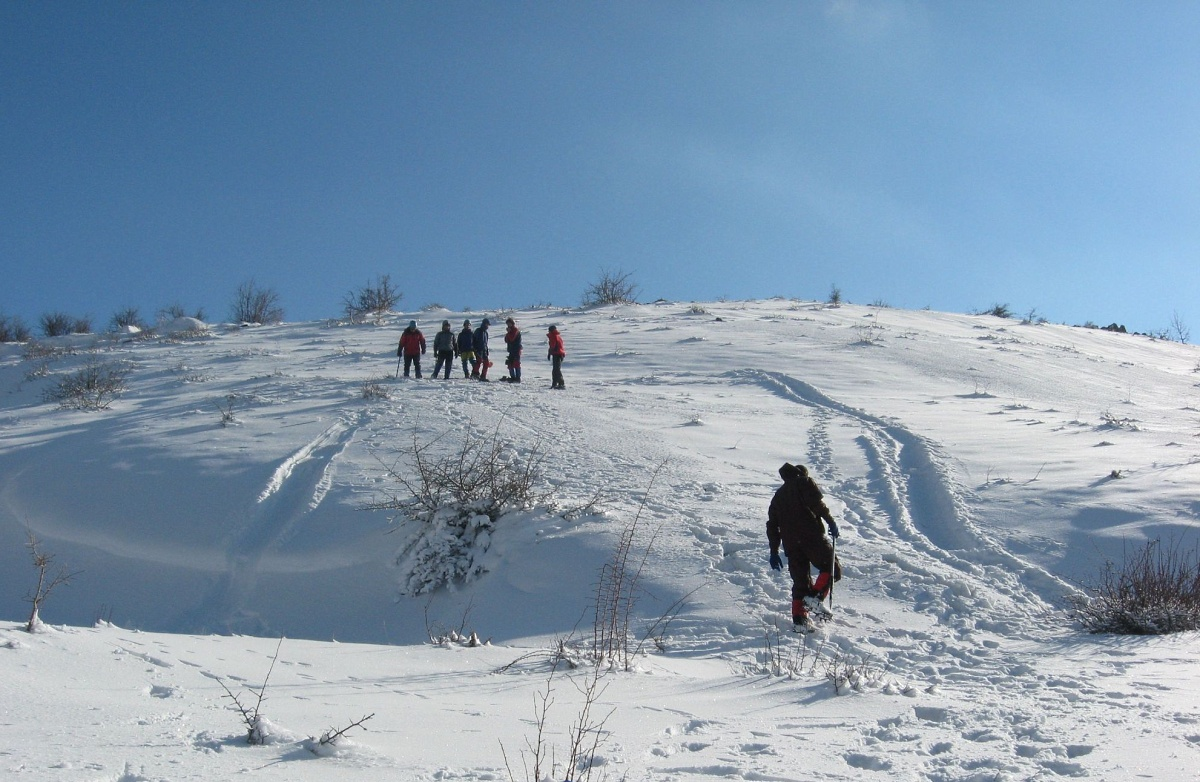
Hazarbaba

Elâzığ (antigament Elaziz o Mamurat al-Aziz) és una ciutat de l'est d'Anatòlia a Turquia i capital de la província d'Elâzığ. Segons el cens del 2009 té una població de 323.420 habitants i està situada a una altitud de 1.067 metres.

## Història
S'han trobat restes de poblament prehistòric i protohistòric i s'han excavat alguns llocs de l'edat del bronze a Ağin, Norşuntepe, Tepecik i Han Ibrahim Şah. Restes d'ocupació hel·lenística s'han descobert a Aşvanke i Kalecikler. Sembla que hi hauria hagut una ocupació continuada des del Calcolític, però no se sap en quins períodes hi va haver una població formant vila. La primera de què es té notícia és Harput de la qual els primers pobladors van ser els hurrites vers el 2000 aC. La població fou habitada després pels armenis i la moderna ciutat actual està situada a cinc quilòmetres de l'antiga fortalesa armènia de Kharput o Harput (armeni: Խարբերդ Xarberd, en armeni oriental pronunciat: Kharberd, en armeni occidental pronunciat Kharpert o Harput, apareix el nom també com Khartabird, Khartabirt i Kharberd) que significa fortalesa rocosa.
Fou la Ziata Castellum del temps dels romans. És possible que fos el lloc anomenat Carcathiocerta a l'Armènia Sofene, on va arribar Corbuló el 65. Sota els musulmans va portar el nom àrab d'Hisn Ziyad o Hisn Zayt. En temps dels croats els francs l'anomenaven Quart-Pierre i en armeni vulgar es deia Kahrpurd (apareix també després el nom Kharbrut, una deformació turca).
Fou romana d'Orient fins a la invasió seljúcida i vers el 1100 estava en mans d'un amir anomenat Djubuk (vegeu Beylik de Çubukoğulları), del que, un temps després, va passar als ortúkides o artúkides. L'ortúkida Balak Nasr al-Dawla hi va tenir presoners a Joscelí I del Comtat d'Edessa i Balduí II de Jerusalem.
Amb la partició del dominis ortúkides, Kharpurt va correspondre a Rukn al-Dawla Daud d'Hisn Kayfa i més tard (1185) Kharpurt va formar una branca separada encapçalada per Nizam al-Din Ibrahim, al que va seguir el seu fill Khidr i el fill d'aquest Nur al-Din Artuk Shah. El 1234 l'aiúbida Al-Kamil va fer una expedició contra el soldà del Soldanat de Rum i va annexar l'emirat de Kharpurt.
Després va pertànyer al Beylik d'Eretna, a Dhu l-Kadr, als Ak Koyunlu, als safàvides, i el 1515 fou ocupada pels otomans. Degut als seus accessos molt complicats, Reşid Mehmed Pasha que hi va fer una inspecció el 1834, va decidir establir una seu administrativa però que no s'instal·laria a la fortalesa sinó a uns 5 km, al lloc de Mezere o Mezre que vol dir "Llogaret" en àrab, referit al fet que abans estava deshabitat, i el 1838 s'hi van construir edificacions militars, un hospital i una casa pel governador per acomodar la població a seu d'un sandjak (i després d'un wilayat o província).
Al segle xix alguns viatgers occidentals l'esmenten com Mazraa. Sota el sultà Abdülâziz, el 1862 (a proposta del governador Ismail Pasha) fou anomenada en turc otomà معمورة العزيز, Mamûretü'l-Azîz, ‘Feta pròspera per Aziz’, tot i que el sultà no n'era fundador, i el nom es va donar també al sandjak i el 1879 al wilayat de nova creació. Durant molts anys Elâzığ va ser coneguda com Elâzîz, nom que era més fàcil de pronunciar, i el 17 de novembre de 1937 Mustafa Kemal Atatürk canvià el nom de la ciutat pel d'Elazık, que va ser canviat un mes després pel d'Elâzığ, el 10 de desembre de 1937. En kurd es coneix com a Elezîz. La població abans de la guerra era de 10.000 a 12.000 habitants i al cens de la república havia passar a 20.052 habitants (1927). La seva evolució demogràfica fou:
- 1927: 20.052
- 1942: 25.465
- 1945: 23.695
- 1950: 29.317
- 1955: 41.667
- 1960: 60.289
- 1965: 78.605
- 1970: 107.364
- 1975: 131.415
- 2008: 389.774

Als anys seixanta es va construir la central hidroelèctrica de Keban a 45 km i els treballadors es van establir a la ciutat (que durant uns anys va tenir una població amb més homes que dones) i molts hi van restar. També s'hi van establir milers de pagesos expropiats per la construcció de la central, que hi van invertir les indemnitzacions rebudes, i els grans propietaris van invertir en una societat per accions que va construir una fàbrica de tubs de plàstic i una de cuiro. En la seva província hi hagué el terratrèmol de Turquia del 2010

## Personatges il·lustres
- Edibe Subaşı
- Aliye Demirbağ